# Doe Avedon
Doe Avedon (* 7. April 1925 in Old Westbury, New York als Dorcas Marie Nowell; † 18. Dezember 2011 in Encino, Kalifornien), auch Doe Avedon Siegel, war ein US-amerikanisches Model und eine Schauspielerin in Film und Fernsehen. Sie spielte in den 1940er und 1950er Jahren verschiedene Rollen im Kino. Darunter in Filmen wie Es wird immer wieder Tag oder Tief in meinem Herzen.

## Leben und Karriere
Doe Avedon wurde 1925 als Dorcas Marie Nowell in Old Westbury im Bundesstaat New York, als Tochter eines Butlers geboren. Ihre Mutter starb, als sie drei Jahre alt war. Danach wurde sie bis zu ihrem 12. Lebensjahr von ihrem Vater aufgezogen und nach seinem Tod von der Familie seines Arbeitgebers, eines wohlhabenden Anwalts. Als junge Frau arbeitete sie später in New York in verschiedenen Jobs, unter anderem als Bankangestellte. 1944 heiratete sie den zwei Jahre älteren Fotografen Richard Avedon. Avedon, der unter anderem für Modemagazine wie Harper’s Bazaar als Fotograf arbeitete, ebnete seiner Frau den Weg als Topmodel. 1949 begann Doe Avedon dann ihre Filmkarriere mit einer kleinen Nebenrolle in Fletcher Markles Kriminalfilm Jigsaw. 1954 besetzte sie der Regisseur William A. Wellman in seinem Drama Es wird immer wieder Tag in der Rolle der Stewardess Miss Spalding. Noch im gleichen Jahr spielte sie in Stanley Donens Musical Tief in meinem Herzen an der Seite von José Ferrer, Merle Oberon und Helen Traubel. 1984 sah man sie in John Cassavetes Drama Love Streams in ihrer letzten Kinorolle.
Bereits 1949 hatte sich Doe Avedon auch dem Fernsehen zugewandt und spielte dort in Episoden von erfolgreichen Serien. Zu ihren Auftritten in dem neuen Medium gehörten The Philco Television Playhouse (1949), The Public Defender (1954), Matinee Theatre (1956), Alcoa Theatre (1958) oder Climax! (1958). Eine komplexere TV-Rolle spielte sie als Diane Walker von 1955 bis 1956 in neun Episoden der Fernsehserie Big Town.
Doe Avedon war dreimal verheiratet, mit dem Fotografen Richard Avedon (1944–1949), mit Don Mathews (1949–1953) und mit dem Regisseur Don Siegel (1957–1975). Mit Siegel hatte sie vier gemeinsame Kinder. Doe Avedon verstarb am 18. Dezember 2011 im Alter von 86 Jahren in Encino, Kalifornien.

## Filmografie (Auswahl)

### Kino
- 1949: Jigsaw
- 1954: Es wird immer wieder Tag (The High and the Mighty)
- 1954: Tief in meinem Herzen (Deep in My Heart)
- 1956: The Boss
- 1984: Love Streams

### Fernsehen
- 1949: The Philco Television Playhouse (Fernsehserie, 1 Episode)
- 1954: The Public Defender (Fernsehserie, 1 Episode)
- 1955–1956: Big Town (Fernsehserie, 9 Episoden)
- 1956: Matinee Theatre (Fernsehserie, 1 Episode)
- 1957: The Ford Television Theatre (Fernsehserie, 1 Episode)
- 1958: Alcoa Theatre (Fernsehserie, 1 Episode)
- 1958: Climax! (Fernsehserie, 1 Episode)